# Heathrow Terminal 4
Heathrow Terminal 4 – jedna z trzech stacji metra londyńskiego, a ściślej Piccadilly line, zlokalizowanych na terenie lotniska Heathrow, największego portu lotniczego w Wielkiej Brytanii. Została otwarta w 1986 roku. Jest stacją końcową dla połowy pociągów metra obsługujących lotnisko (druga połowa kończy bieg na stacji przy terminalu 5). W roku 2008 skorzystało z niej ok. 1,17 mln pasażerów. W systemie londyńskiej komunikacji miejskiej należy do szóstej strefy biletowej.
Przy Terminalu 4 na Heathrow znajduje się również stacja kolejowa o takiej samej nazwie, jednak uważana jest za zupełnie odrębny obiekt od stacji metra.

## Galeria

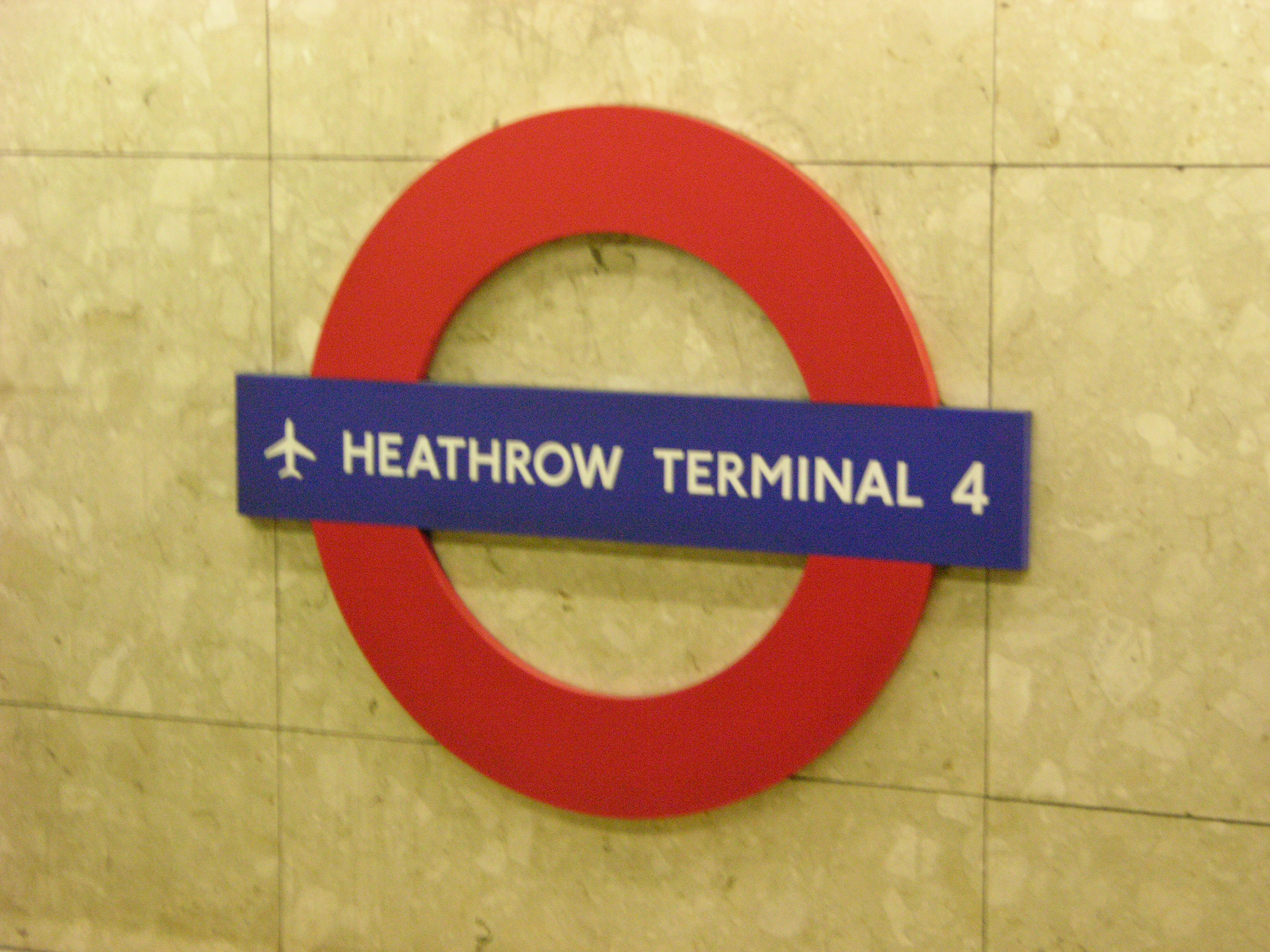
Logo stacji
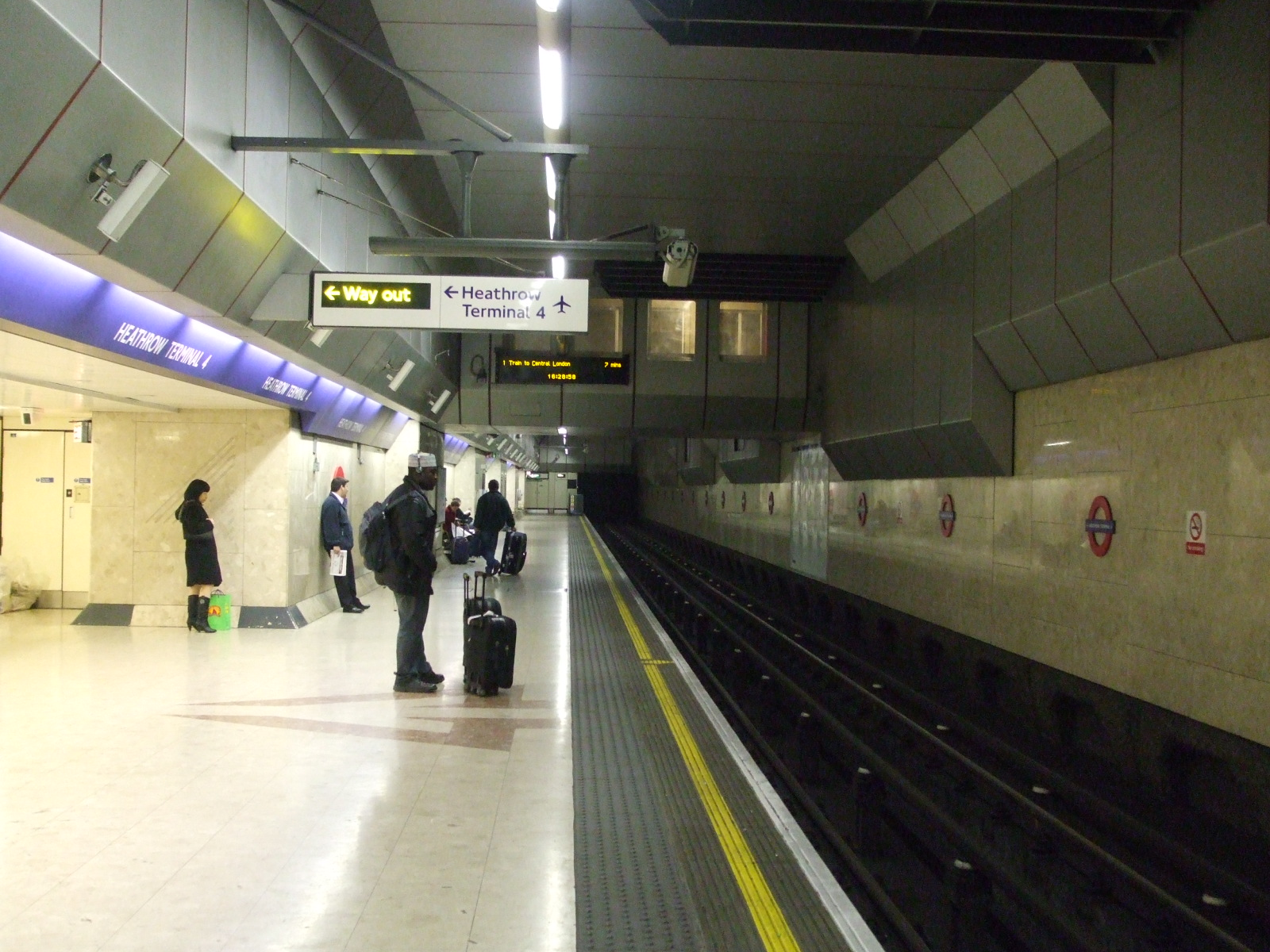
Jeden z peronów
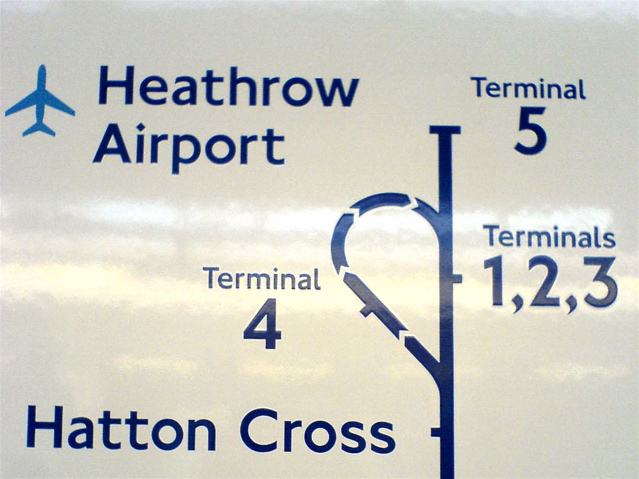
Schemat linii metra na terenie lotniska Heathrow